# Heinrich Jalowetz
Heinrich Jalowetz (3. prosince 1882 Brno – 2. února 1946 Black Mountain, Severní Karolína, Spojené státy americké) byl rakouský dirigent a hudební vědec a skladatel pocházející z Moravy a žijící v USA. Byl jedním z klíčových členů Druhé vídeňské školy.

## Život
Narodil se 3. prosince 1882 v Brně v židovské rodině. V letech 1904–1908 studoval hudbu ve Vídni u Arnolda Schoenberga a hudební vědu u Guido Adlera. V roce 1908 se oženil s Johannou Groag, sestrou známého českého architekta Jacquese Groaga (1892 – 1962).
V sezóně 1909–1910 byl dirigentem v Gdaňsku. V roce 1911 získal ve Vídni titul PhDr. V letech 1912–1916 působil jako dirigent ve Štětíně. V roce 1916 se stal kapelníkem německého divadla v Praze. Na sezónu 1924–1925 byl angažován do vídeňské Volksoper a pak až do roku 1933 byl dirigentem Spojených městských divadel v Kolíně nad Rýnem. Z rasových důvodů musel roku 1933 Německo opustit a vrátil se do Prahy. Nějaký čas působil v Praze jako rozhlasový dirigent, korepetitor a učitel hudby a v letech 1936–1938 byl kapelníkem v Městského divadla v Liberci.
V roce 1938 emigroval do USA a až do své smrti byl profesorem na Black Mountain College. Jeho manželka zde pak působila i po jeho smrti jako učitelka hudby.

## Dílo
Jeho skladatelské dílo není rozsáhlé. Komponoval scénickou hudbu a písně. Přepracoval Schönbergovu operu Pelleas und Melisande op. 5 pro klavír na 4 ruce a zpracoval klavírní výtah Zemlinského opery Der Zwerg (1921).